# Takako Kunigoshi
Takako Kunigoshi (1909-2000) est une pratiquante japonaise d'aïkido et l'une des premières instructrices. Étudiante en art, elle est l'une des premières élèves de Morihei Ueshiba. Elle est connue pour avoir illustré Budo Renshu (en).

## Biographie
Kunigoshi rejoint le dojo Kobukan en 1933, en poursuivant ses études à la Women's Fine Arts University. Ses œuvres ont été utilisées pour illustrer Budo Renshu et Aikido Maki-no-Ichi de Ueshiba, ainsi que Yamato-ryu Goshin Jutsu de Fujiko Suzuki,. Elle peint également un portrait du fondateur,,. Elle est instructrice au dojo personnel d'Isamu Takeshita et donne des cours d'autodéfense pour les femmes,.